# Vireo's
Vireo’s (Vireonidae) zijn een familie van kleine tot middelgrote zangvogels die voorkomen op het Amerikaanse continent en in het oosten van Azië. De familie telt ruim 50 soorten.

## Kenmerken
Ze zijn dof gevederd en groen van kleur. De kleine soorten lijken soms sterk op Amerikaanse zangers (Parulidae). Vireo’s kunnen sterk in grootte en gewicht variëren. De kleinste soorten worden ongeveer 10 cm groot en wegen 8 gram, terwijl de grootste soorten zo’n 17 cm groot kunnen worden en een gewicht van 40 gram bereiken.

## Leefwijze
Vireo’s voeden zich soms met fruit, maar meestal eten ze insecten en andere geleedpotigen. Ze zoeken hun prooi tussen bladeren en takken.

## Verspreiding
De meeste soorten leven in Midden-Amerika en in het noorden van Zuid-Amerika. 13 soorten leven ook verder naar het noorden toe in de Verenigde Staten en Canada. Op de Huttons vireo (Vireo huttoni) na zijn het allemaal trekvogels. Ze leven in bosgebieden. Sommige soorten leven er hoog in de bomen, anderen vertoeven liever in het kreupelhout en nog andere geven dan weer de voorkeur aan mangroves. In de winter gaan veel van deze trekvogels grote groepen vormen en samen een groot territorium bezetten en verdedigen. Er zijn ook soorten die tijdens de winter in kleinere groepen leven.

## Zang
De zang is meestal eenvoudig, monotoon bij vogels uit het Caribisch Gebied, en iets mooier bij soorten uit Zuid-Amerika.

## Broedgedrag
Van veel soorten is nog weinig tot niets bekend over hun nestgedrag. Sommige soorten bouwen een bekervormig nest dat als het ware van enkele takken afhangt. Het uitbroeden van de eieren gebeurt door het vrouwtje.

## Taxonomie
De familie van de vireo’s bevat acht verschillende geslachten met in totaal ruim 50 soorten. Uit moleculair genetisch onderzoek bleek dat de geslachten Pteruthius en Erpornis, die eerder waren ingedeeld bij de Timaliidae (timalia’s), ook tot deze familie behoren en net als de kraaien en de klauwieren soorten zijn binnen de superfamilie Corvoidea.

### Lijst van geslachten
- Geslacht Pteruthius (7 soorten briltimalia's)
- Geslacht Erpornis (1 soort: groene meestimalia)
- Geslacht Cyclarhis (2 soorten peperklauwieren)
- Geslacht Vireolanius (4 soorten klauwiervireo's)
- Geslacht Hylophilus (8 soorten vireo's)
- Geslacht Tunchiornis (1 soort: okerkapvireo)
- Geslacht Pachysylvia (5 soorten vireo's)
- Geslacht Vireo (33 soorten vireo's)

Acanthisittidae (Rotswinterkoningen) · Acanthizidae (Australische zangers) · Acrocephalidae (Rietzangers) · Aegithalidae (Staartmezen) · Aegithinidae (Iora's) · Alaudidae (Leeuweriken) · Alcippeidae (Alcippes) · Artamidae (Spitsvogels) ·  Atrichornithidae (Doornkruipers) · Bernieridae (Madagaskarzangers) · Bombycillidae (Pestvogels) · Buphagidae (Ossenpikkers) · Calcariidae (IJsgorzen) · Callaeidae (Nieuw-Zeelandse lelvogels) · Calyptomenidae (Afrikaanse breedbekken) · Calyptophilidae (Tapuittangaren) · Campephagidae (Rupsvogels) · Cardinalidae (Kardinaalachtigen) · Certhiidae (Echte boomkruipers) · Cettiidae (Struikzangers) · Chaetopidae (Rotsspringers) · Chloropseidae (Bladvogels) · Cinclidae (Waterspreeuwen) · Cinclosomatidae (Kwartellijsters) · Cisticolidae (Graszangers) · Climacteridae (Australische kruipers) · Cnemophilidae (Satijnvogels) · Conopophagidae (Muggeneters) · Corcoracidae (Slijknestkraaien) · Corvidae (Kraaien) · Cotingidae (Cotinga's) · Dasyornithidae (Borstelvogels) · Dicaeidae (Bastaardhoningvogels) · Dicruridae (Drongo's) · Donacobiidae (Zwartkopdonacobius) · Dulidae (Palmtapuiten) · Elachuridae (Elachura) · Emberizidae (Gorzen) · Erythrocercidae (Elfmonarchen) · Estrildidae (Prachtvinken) · Eulacestomatidae (Leldikkop) · Eupetidae (Ralbabbelaars) · Eurylaimidae (Breedbekken en hapvogels) · Falcunculidae (Harlekijndikkoppen) · Formicariidae (Mierlijsters) · Fringillidae (Vinkachtigen) · Furnariidae (Ovenvogels) · Grallariidae (Mierpitta's) · Hirundinidae (Zwaluwen) · Hyliidae (Hylia's) · Hyliotidae (Hyliota's) · Hylocitreidae (Bessendikkop) · Hypocoliidae (Zijdestaarten) · Icteridae (Troepialen) · Icteriidae (Geelborstzanger) · Ifritidae (Ifrita) · Irenidae (Irena's) · Laniidae (Klauwieren) · Leiothrichidae (Babbelaars) · Locustellidae (Sprinkhaanzangers) · Machaerirhynchidae (Bootsnavels) · Macrosphenidae (Afrikaanse zangers) · Malaconotidae (Bosklauwieren) · Maluridae (Elfjes)    · Melampittidae (Paradijspitta's) · Melanocharitidae (Bessenpikkers) · Melanopareiidae (Maansluipers) · Meliphagidae (Honingeters) · Menuridae (Liervogels) · Mimidae (Spotlijsters) · Mitrospingidae (Mitrospingustangaren) · Modulatricidae (Vlekkeellijsters) · Mohoidae (O'o's) · Mohouidae (Mohoua's) · Monarchidae (Monarchen) · Motacillidae (Kwikstaarten en piepers) · Muscicapidae (Vliegenvangers) · Nectariniidae (Honingzuigers) · Neosittidae (Boomlopers) · Nesospingidae (Puertoricaanse tangare) ·  Nicatoridae (Nicators) · Notiomystidae (Hihi) · Onychorhynchidae (Kroontirannen) ·  Oreoicidae (Oreoica's) · Oriolidae (Wielewalen en vijgvogels) · Orthonychidae (Stronklopers) · Oxyruncidae (Scherpsnavel) ·  Pachycephalidae (Dikkoppen en fluiters) · Panuridae (Baardmannetje) · Paradisaeidae (Paradijsvogels) · Paradoxornithidae (Diksnavelmezen) · Paramythiidae (Prachtbessenpikkers) · Pardalotidae (Diamantvogels) · Paridae (Mezen) · Parulidae (Amerikaanse zangers) · Passerellidae (Amerikaanse gorzen) · Passeridae (Mussen) · Pellorneidae (Grondtimalia's) · Petroicidae (Australische vliegenvangers) · Peucedramidae (Oranjekopzanger) · Phaenicophilidae (Hispaniolatangaren) · Philepittidae (Asities) · Phylloscopidae (Boszangers) · Picathartidae (Kaalkopkraaien) · Pipridae (Manakins) · Pittidae (Pitta's) · Pityriasidae (Borstelkop) · Platylophidae (Maleise kuifgaai) · Platysteiridae (Lelvliegenvangers) · Ploceidae (Wevers en verwanten) · Pnoepygidae (Pnoepyga's) · Polioptilidae (Muggenvangers) · Pomatostomidae (Australaziatische babbelaars) · Promeropidae (Afrikaanse suikervogels) · Prunellidae (Heggenmussen) · Psophodidae (Zwiepfluiters) · Ptiliogonatidae (Zijdevliegenvangers) · Ptilonorhynchidae (Prieelvogels) · Pycnonotidae (Buulbuuls) · Regulidae (Goudhaantjes) · Remizidae (Buidelmezen) · Rhagologidae (Geschubde dikkop) · Rhinocryptidae (Tapaculo's) · Rhipiduridae (Waaierstaarten) · Rhodinocichlidae (Troepiaaltangare) · Salpornithidae (Gevlekte boomkruipers) · Sapayoidae (Breedbekmanakin) · Scotocercidae (Maquiszanger) · Sittidae (Boomklevers) · Spindalidae (Spindalissen) · Stenostiridae (Elfvliegenvangers) · Sturnidae (Spreeuwen) · Sylviidae (Grasmussen) · Teretistridae (Cubaanse zangers) · Thamnophilidae (Miervogels) · Thraupidae (Tangaren) · Tichodromidae (Rotskruiper) · Timaliidae (Timalia's) · Tityridae (Tityra's) · Troglodytidae (Winterkoningen) · Turdidae (Lijsters) · Tyrannidae (Tirannen) · Urocynchramidae (Przewalski's roodmus) · Vangidae (Vanga's) · Viduidae (Wida's) · Vireonidae (Vireo's) · Zeledoniidae (Zeledonia) · Zosteropidae (Brilvogels)